# Neoperla hermosa
Neoperla hermosa és una espècie d'insecte plecòpter pertanyent a la família dels pèrlids.

## Descripció
- Els adults són de mida mitjana, de color marró, amb el cap més ample que el pronot i la nervadura de les ales lleugerament marrons.
- El mascle i la femella són molt similars a Neoperla obliqua (llevat del penis del primer).
- Les ales dels mascles fan 11 mm de llarg i les de les femelles 13.
- L'ou és oval i fa 0,40 x 0,27 mm.[5]

## Hàbitat
En el seu estadi immadur és aquàtic i viu a l'aigua dolça, mentre que com a adult és terrestre i volador.

## Distribució geogràfica
Es troba a Malèsia: Mindanao (les illes Filipines).